# Лозинский, Ростислав Романович
Ростисла́в Рома́нович Лози́нский (1912, Псков — 1994, Тула) — протоиерей, доктор богословия, автор более сорока работ по истории православных святынь Тулы. Почётный гражданин Тулы. Отец профессора МДА игумена Марка.

## Биография
Родился  во Пскове. В 1929 году окончил три класса гимназии в эстонском городе Тарту. С 1929 по 1934 год учился на богословском факультете Тартуского университета, по окончании которого получил степень кандидата теологии и в августе 1934 года был рукоположён во диакона, затем во иерея, настоятель Троицкой (Штиглицкой) церкви города Нарвы. За месяц до рукоположения вступил в брак. В 1935—1940 годах преподавал в нарвских гимназиях.
В марте 1942 года стал настоятелем Александро-Невской кладбищенской церкви города Таллина. С октября 1944 года настоятель Успенского собора в Тарту и благочинный Тартуского округа.
С июля 1957 года — священник-ключарь кафедрального Преображенского собора в Иванове.
С февраля 1960 года — в Костроме: сначала — священник Спасо-Запрудненской церкви, с октября 1961 года — ключарь Иоанно-Златоустовского кафедрального собора, с июля 1964 года — настоятель Александро-Антониновской церкви, а с апреля 1966 года — священник Иоанно-Златоустовской церкви (бывшей до 1964 года кафедральным собором). В 1961 году получил степень кандидата богословия.
С августа 1968 года — настоятель храма Иоанна Предтечи города Венёва Тульской епархии. В том же году стал магистром богословия («Русская литургическая письменность»). С 1 февраля 1969 года — настоятель храма Двенадцати Апостолов города Тулы.
С 1 февраля 1974 года вышел за штат. Уже будучи заштатным священником, в 1989 году он получил степень доктора богословия.
Его деятельность в годы СССР смогла заставить Тулу не забыть о её храмах и святынях, которые в советские годы приспосабливались под бытовые нужды. Оставил немалое литературное наследие, которое увидело свет лишь после его смерти; многие храмы города теперь восстанавливают по его описаниям.
Скончался 7 апреля 1994 года, на Благовещение Пресвятой Богородицы, на 83-м году жизни.
В честь него была переименована улица Дивизионная в Центральном районе города, где он жил с 1969 года.

## Награды
- 1964 — Митра
- 1980 — Право ношения креста с украшениями
- 1984 — Патриарший наперсный крест.
- 1992 — Почётный гражданин Тулы.
- 1992 — Лауреат 1 премии «За большой вклад в культурное и нравственное возрождение Тулы», учрежденной администрацией города.

## Сочинения
- «Пастырь на приходе» докторская диссертация. 1989, ТСЛ, машинопись
- «Страницы минувшего» (1979)